# 가네요시 친왕
가네요시 친왕 혹은 가네나가 친왕(懷良親王, 일본어: 懐良親王 카네요시 신노/카네나가 신노[*], 겐토쿠(元德) 원년(1329년)? ~ 고와(弘和) 3년/에이토쿠(永徳) 3년 3월 27일(1383년 4월 30일))은 가마쿠라 시대(鎌倉時代) 후기부터 난보쿠초 시대(南北朝時代)에 걸쳐 활약했던 일본의 왕족이다. 고다이고 천황(後醍醐天皇)의 아들로 관위는 1품 식부경(式部卿). 정서장군궁(일본어: 征西将軍宮 세이세이쇼군노미야[*])이라고도 불린다.
남조(南朝)의 정서대장군(征西大将軍)으로써 히고국(肥後国)의 와이후(隈府)을 거점으로 정서부(征西府)의 세력을 넓혔으며, 규슈에서 난초 세력의 전성기를 쌓아올렸다고 평가받고 있다.

## 생애
겐무 신정(建武新政)이 붕괴되고 고다이고 천황은 각지에 자신의 아들들을 파견해 아군을 모으고자 했다. 엔겐(延元) 원년/겐무(建武) 3년(1336년), 아직 어린아이였던 가네요시 친왕은 부왕에 의해 세이세이다이쇼군(征西大將軍)으로 임명되었고, 규슈로 보내졌다. 가네요시는 고조 요리모토(五條賴元) 등의 보좌를 받으며 이요국(伊予國) 구스나 섬(忽那島)로 건너가, 그곳에서 우쓰노미야 사다야스(宇都宮貞泰)나 세토 내해(瀨戶內海)의 해적 구마노 수군(熊野水軍)의 원조를 받아 몇 년간 머물렀다.
그 뒤 랴쿠오(曆應) 4년/고코쿠(興國) 2년(1341년)경 사쓰마(薩摩)에 상륙, 다니야마 성(谷山城)에서 북조(北朝)의 아시카가 막부파인 시마즈 씨(島津氏)와 대치하면서 규슈 호족들을 끌어들이는데 힘을 쏟아 히고(肥後)의 기쿠치 다케미쓰(菊池武光)나 아소 고레토키(阿蘇惟時)를 아군으로 끌어들이고, 조와(貞和) 4년/쇼헤이 3년(1348년)에 와이후 성(隈府城)에 들어 와서 정서부(征西府)를 세우고 규슈 공략을 시작하였다. 이 무렵 아시카가 막부는 하카타(博多)에 진제이소다이쇼(鎮西総大将)로 잇시키 노리우지(一色範氏), 닛키 요시나가(仁木義長) 등을 배치시켰고, 양자는 공방을 주고 받았다.
간노(觀應) 원년/쇼헤이(正平) 5년(1350년), 간노의 소란(觀應の擾亂)이라 불리는 막부 내분으로 쇼군 아시카가 다카우지(足利尊氏)와 그 동생 아시카가 다다요시(足利直義) 사이에 다툼이 벌어지고, 다다요시의 양자(이자 다카우지의 서자)였던 아시카가 다다후유(足利直冬)가 규슈로 보내졌다. 지쿠젠(筑前) 다자이후(大宰府)의 쇼니 요리히사(少貳賴尙)가 이를 지원하여 규슈는 막부와 다다후유, 남조 세력이 정립하는 형세가 되었다. 그러나 분카(文和) 원년/쇼헤이 7년(1352년) 유폐되어 있던 다다요시가 죽고(다카우지에 의해 독살되었다는 설도 있다) 다다후유는 주고쿠(中國)로 돌아간다. 이를 계기로 잇시키 노리우지는 쇼니 요리히사를 공격했지만 요리히사의 지원요청을 받은 기쿠치 다케미쓰가 다자이후 근교에서 벌어진 하리즈리하라 전투(針摺原の戰い)에서 잇시키 군을 상대로 대승을 거둔다. 이어 가네요시 친왕은 기쿠치 ・ 쇼니 군세를 거느리고 분고(豊後)의 오토모 우지야스(大友氏泰)를 쳐부수고 잇시키 노리우지를 규슈에서 몰아낸다.
그 뒤 쇼니 요리히사가 막부편으로 돌아서자 기쿠치 다케미쓰, 아카보시 다케누키(赤星武貫), 우쓰노미야 사다히사(宇都宮貞久), 구사노 나가유키(草野永幸), 니시무다 사누키노카미(西牟田讚岐守) 등의 남조측은 겐분(延文) 4년/쇼헤이 14년(1359년)에 지쿠고 강 전투(筑後川の戰い), 오호바루 전투(大保原の戰い)에서 이를 격파하고, 고안(康安) 원년/쇼헤이 16년(1361년) 규슈의 거점이었던 다자이후를 제압하는 데 성공한다.

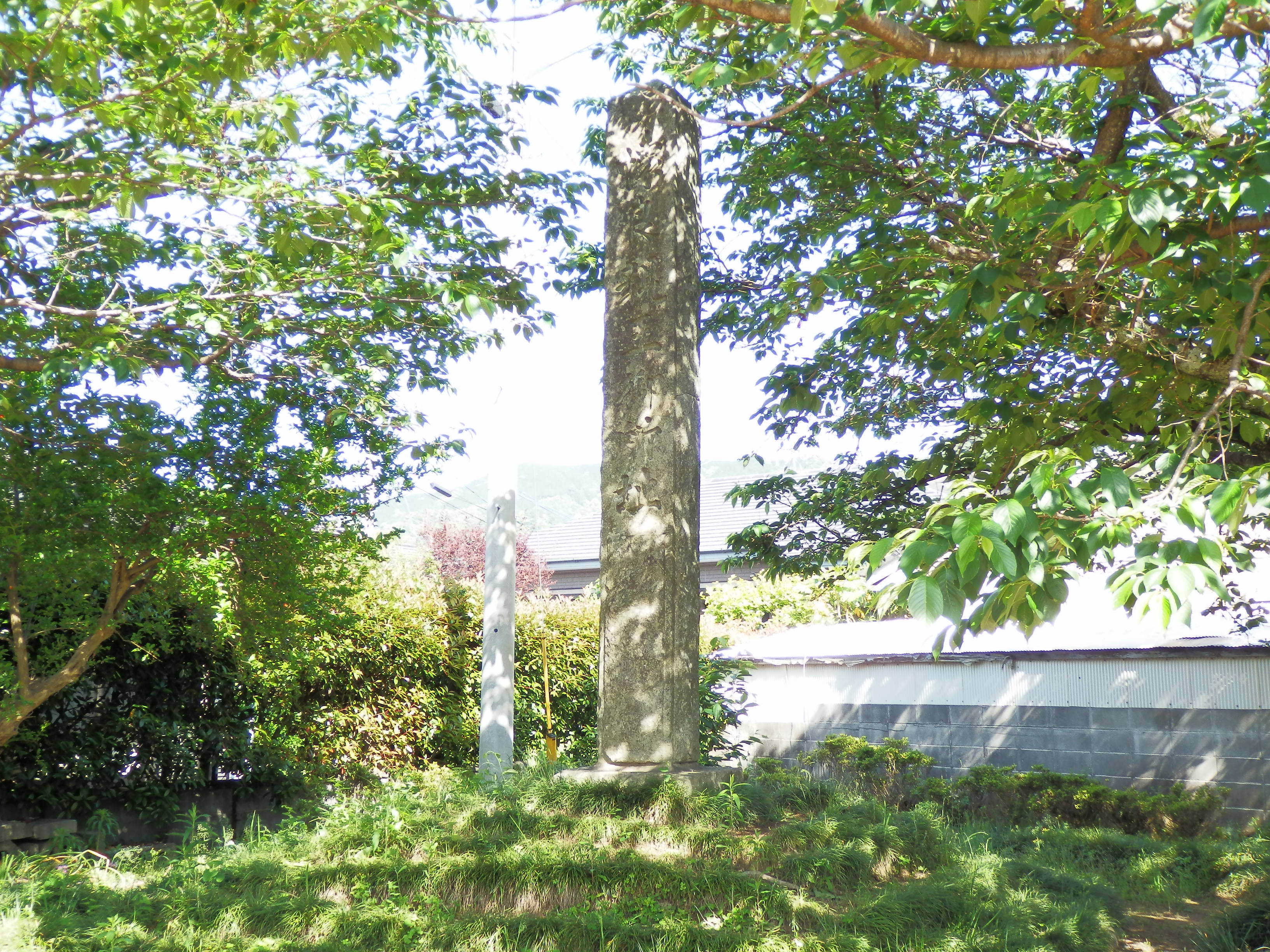
정서부 터에 세워진 비석. '가네요시 친왕 고쇼 터'(懷良親王御所址)라고 새겨져 있다. 야시로 시 나라기 정 공원(奈良木町宮園) 경내 소재.

일본 후쿠오카현 구루메시에 위치한 미야노진 신사(宮の陣 神社)는 지쿠고 강 전투 당시 가네요시 친왕이 진을 쳤던 부지에 세워진 신사로 전하고 있으며, 신사 경내에는 친왕이 아미타불상 한 구와 함께 심어 모셨다고 전하는 매화나무가 남아 있다. 현지에서는 쇼군 매화(將軍梅)라고 불리고 있는 이 나무는 수령 600년 이상이며, 구루메시에서 가장 큰 매화 나무로 꼽히는데, 다른 매화가 2월 하순에 만개하는 것과는 달리 쇼군 매화는 3월 초순부터 중순까지 만개한다.
막부는 2대 쇼군 아시카가 요시아키라(足利義詮)의 대에 시바 우지쓰네(斯波氏經)·시부카와 요시유키(澁川義行)를 규슈 단다이로 임명하였으나 규슈 제압은 진전이 없었고, 조지(貞治) 6년/쇼헤이 22년(1367년)에는 아직 어렸던 3대 쇼군 아시카가 요시미쓰(足利義滿)를 보좌하고 있던 간레이(管領) 호소카와 요리유키(細川賴之)가 이마가와 사다요(今川貞世, 이마가와 료슌了俊)을 규슈 단다이로 임명해 파견하였다.
그 뒤 이마가와 사다요(료슌)에 의해 다자이후·하카타는 호쿠초가 탈환하였고, 아시카가 다다후유도 막부에 굴복하여 규슈는 평정되었다. 가네요시 친왕은 세이세이쇼군의 지위를 요시나리 친왕(良成親王, 고무라카미 천황의 아들)에게 넘겨주고 지쿠고 야베(矢部)에서 병사하였다고 전하고 있다.

## 명 왕조의 책봉
《대명태조고황제실록》(大明太祖高皇帝實錄)에 따르면, 1369년, 중국의 명(明) 왕조는 당시 고려 및 명을 포함한 동아시아 해안에서 약탈행위를 일삼던 왜구(倭寇) 세력의 진압을 「일본국왕」에게 명하였는데, 홍무제(洪武帝)의 국서를 가지고 양재(楊載) 등이 일본으로 와서 가네요시 친왕을 만났다. 국서의 내용은 일본측이 더 이상 왜구의 해적행위를 방치한다면 명 왕조에서 군사를 보내 해적을 멸하고 일본으로 와서 「국왕」을 체포하겠다는 내용이었다. 이에 대해 가네요시 친왕은 명의 사절 17명 가운데 5명을 살해했고, 양재와 오문화(吳文華) 등 2명을 3개월 간 구류하였다. 왜구는 여전히 명의 산동(山東)、절강(浙江)、복건(福建) 일대에서 기승을 부렸다.
그러나 이듬해(1370년) 명 왕조로부터 다시 한 번 똑같은 내용의 국서가 사자로써 파견된 명의 내주부동지(萊州府同知) 조질(趙秩) 등을 통해 가네요시 친왕에게 전달된다. 《명사》(明史)는 이때에 '일본국왕'(가네요시 친왕)이에게 "신하로서 의역할을 감당하지 못한다"며 책망하는 명의 국서에 발끈하여 조질을 위압적으로 대하면서 그를 죽이려 하였으나 조질의 위세에 눌려 승려 조래(祖來)를 파견하여 명의 황제 앞으로 신하를 칭한 내용의 국서와 함께 말과 방물(方物)을 바치고 명주(明州)·태주(台州)에서 왜구에게 잡혀갔던 70여 명을 송환하였다, 고 적고 있다. 이러한 내용에 대해 일본 학계에서는 《명사》의 해당 내용은 조질의 귀국 뒤의 보고 내용을 바탕으로 작성된 것으로 보았으며, 기록의 사실성을 의심하였다. 명은 가네요시 친왕을 '양회(良懷)'라는 이름으로 '일본국왕'에 책봉했지만, 이후 가네요시 친왕의 세력은 후퇴하였고 1372년 책봉을 위해 하카타에 도착했던 당시 명나라 사신은 하카타를 제압하고 있던 북조측의 이마가와 료슌에게 잡히는 바람에, 가네요시 친왕에게 책봉의 문서는 전달되지 못했다.
1381년 명 태조로부터 전해진 고압적인 내용의 국서에 대해 '일본국왕 양회'가 정면으로 응수했다는 내용이 《명사》에 기록되어 있다. 그 내용은 다음과 같다.
臣聞三皇立極、五帝禪宗、惟中華之有主、豈夷狄而無君？　乾坤浩蕩、非壹主之獨權、宇宙寬洪、作諸邦以分守。蓋天下者、乃天下之天下、非壹人之天下也。臣居遠弱之倭、褊小之國、城池不滿六十、封疆不足三千、尚存知足之心。陛下作中華之主、為萬乘之君、城池數千餘、封疆百萬里、猶有不足之心、常起滅絕之意。夫天發殺機、移星換宿。地發殺機、龍蛇走陸。人發殺機、天地反復。昔堯、舜有德、四海來賓。湯、武施仁、八方奉貢。臣聞天朝有興戰之策、小邦亦有禦敵之圖。論文有孔、孟道德之文章、論武有孫、呉韜略之兵法。又聞陛下選股肱之將、起精鋭之師、來侵臣境。水澤之地、山海之洲、自有其備、豈肯跪途而奉之乎？　順之未必其生、逆之未必其死。相逢賀蘭山前、聊以博戲、臣何懼哉？　倘君勝臣負、且滿上國之意。設臣勝君負、反作小邦之羞。自古講和爲上、罷戰爲强、免生靈之塗炭、拯黎庶之艱辛。特遣使臣、敬叩丹陛、惟上國圖之。
신(臣)은 삼황(三皇)이 등극하시고 오제(五帝)가 종묘를 제사하심을 들었나이다. 그러나 다만 중화(中華)에 군주가 있는데 어찌 이적(夷狄)에 군주가 없다 하겠습니까? 땅은 넓고 한 군주만의 권력은 아니며, 우주만 지극히 넓고 여러 나라가 나뉘어 지키고 있으니, 대저 천하란 곧 천하의 천하이지 한 사람의 천하가 아닙니다. 신은 멀리 약한 왜국에 있습니다. 좁고 작은 나라에 성지가 60이 채 안 되고 봉토는 3천도 안 되지만 족함을 알고 있습니다. 폐하(명 태조)께서는 중화의 주인이 되어 만승의 군주에 오르셨으니, 성지가 수천 개가 넘고 봉토는 백만 리나 되건만 아직도 부족함을 모르고, 항상 (다른 나라를) 멸하여 끊을 생각을 하십니다.
무릇 하늘이 살기(殺機)를 발하면 별자리가 옮겨가고 땅이 살기를 발하면 용이 뭍을 달리며, 사람이 살기를 발하면 천하는 뒤집힐 것입니다. 옛 요·순이 덕이 있어 사방의 바다에서 내빈이 왔고 탕, 무가 인을 베풀어 팔방의 국가가 조공을 바쳤습니다.
신은 천조에서 전쟁을 일으킬 계획이 있다고 들었는데, 소국(일본)도 적으로부터 나라를 방어할 방책이 있습니다. 문으로 논하면 공·맹의 도덕 같은 문장이 있고, 무를 논하면 손무(孫武)·오기(吳起)의 도략 같은 병법이 있습니다. 또 들으니 폐하가 수족과도 같은 장군을 뽑아서 정예 군대를 일으켜 신의 국경을 침범한다 합니다. 수택(水澤)의 땅에 산과 바다로 둘러싸인 섬(일본)이 스스로 방비를 갖추고 있는데 어찌 기꺼이 무릎을 꿇고 받들겠습니까? 순종한다고 반드시 살아남는 것이 아니고, 거역한다고 반드시 죽는 것은 아닙니다. 서로 만나서 하란산(賀蘭山) 앞에서 박희(博戲)로 승부를 가리는 것을 신이 어찌 두려워하겠습니까?
군주가 승리하고 신하가 지면 한동안은 대국의 마음이 차겠습니다만 신하가 승리하고 군주가 지면 오히려 소국에 수치를 느끼게 될 것입니다. 예로부터 화의를 강구하는 것이 상책이고 전쟁을 피하는 것이 강한 것이라 한 것은 생령을 도탄에 빠지는 것을 면하고 백성을 간난에서 구하기 위해서였습니다. 특별히 사신을 보내 황궁에 예를 갖추오니 이 점을 헤아려 주소서.

이러한 도발적인 회신을 받은 명 태조는 격노해 일본을 치려다 과거 원나라의 일본 원정 실패를 반면교사로 삼아 단념했다고 한다. 덧붙여 비슷한 문장이 명대의 기록인 《수역주자록》(殊域周咨錄)에도 기록되어 있는데, 명 태조가 왜국(일본)에 장수를 파견하여 공순의 뜻이 없음을 책망하니 '왜왕'(가네요시 친왕)이 불손한 문구의 답장을 보냈다는 것이다. 
사실 명에 대한 이러한 도발적인 국서를 보낸 가네요시 친왕의 정서부 역시 여유있는 상황이 아니었는데, 명 왕조가 가네요시 친왕을 '양회'(良懷)라는 이름으로 '일본국왕'에 책봉한 이후 가네요시 친왕의 정서부 세력이 쇠퇴하고, 1372년에 책봉사절로써 하카타에 온 명의 사절이 당시 하카타를 장악하고 있던 이마가와 료슌에게 붙들려 가네요시 친왕에게 가지 못했다. 그리고 가네요시 친왕 사후에 정서부는 쇠퇴하였다. 
《명사》에는 홍무 9년(1376년) 4월에 '일본국왕 양회'(가네요시 친왕)가 승려 규정용(圭廷用, 廷用文圭) 등을 보내 명에 공물을 바치며 왜구 피해에 대해 사과하였다고 적고 있는데, 사쿠마 시게오(佐久間重男)는 아시카가 요시미쓰의 군세에 남조의 기쿠치 세력이 쫓기고 있던 여러 긴박한 정황상 가네요시 친왕이 명에 사절을 보낼 겨를은 없었고, 아마도 규슈의 다른 세력들이 명 왕조로부터 '일본국왕'으로 공인받고 있던 가네요시 친왕 즉 '일본국왕 양회'의 이름을 도용하여 명 왕조와의 접촉을 시도했을 가능성이 높다고 보았다. 홍무제는 이때 규정용 등이 가져온 표문의 언사에 성의가 없음에 불만을 드러냈지만 일본의 사신들에게는 정해진 바에 따라 연회를 베풀고 하사품을 내렸다고 한다. 그리고 1387년，앞서 일본에서 사자로 왔던 승려 여요(如瑤)가 승상 호유용(胡惟庸)의 모반을 지지하였으며 화약과 도검 등의 병장기를 숨겨두고 홍무제를 죽이려던 음모가 있었음이 발각되어, 명과 일본의 관계는 단절되었다.
가네요시 친왕의 정서부가 쇠퇴한 이후로도 명 왕조는 그대로 '양회'를 일본국왕으로 책봉한 것을 기정사실화하고 있었기에, 무로마치 쇼군 아시카가 요시미쓰가 명과의 교역(감합무역)를 시작할 무렵 새로 즉위한 건문제(建文帝)로부터 본인이 일본국왕으로 책봉될 때까지 북조나 사쓰마 시마즈 우지히사 등도 명에 사절을 보내는 경우조차 가네요시 친왕이 책봉을 받을 때 사용했던 '일본국왕 양회'라는 이름을 모칭해야 했다. 요시미쓰도 책봉 전까지 명 왕조로부터 '자국의 신하 책봉을 받은 자로써 양회와 일본의 국왕 자리를 두고 다투고 있는 자'로 간주되었고, 외교관계 수립 대상으로도 인식되지 못했다.

## 가네요시 친왕의 와카
무네요시 친왕(宗良親王)의 『이화집』(李花集) 말미 부분에, 중무경 친왕(中務卿親王) 가네요시 규슈노미야(懷良 九州宮)의 작품으로, 친왕이 겐무 2년 9월 24일에 진제이(鎭西)에서 편의로 지었다는 설명과 함께,
- 日にそへて のかれんとのみ 思ふ身に いとゝうき世の ことしけきかな
- しるやいかに よを秋風の 吹からに 露もとまらぬ わかこゝろかな

라는 2수의 와카가 실려 있다. 여기서 첫 번째 와카는 준칙찬(准勅撰) 와카 모음집인 『신엽화가집』(新葉和歌集)에 실리기도 했다.
가네요시 친왕은 고다이고 천황의 아들들 가운데서도 군사적 성과가 돋보이며, 당대에 영지 하나 없이 규슈 통일에 거의 가까웠을 정도로 패업을 쌓은 명장이었지만, 다자이후를 정복하고 명과의 교역을 시작한 전성기 무렵조차도 세상을 떠나 은둔하고자 하는 와카(和歌)를 읖곤 하였다. 일본사 연구자인 모리 시게아키(森茂曉)는 와카의 명문이었던 니조파(二條派)의 피를 이어받아서 본래 성격은 문인에 가까운 내성적인 인물이었던 것은 아닐까, 라고 추측하고 있다.
또한 규슈(九州)라는 중앙으로부터 떨어진 지역에서 결과적으로 두 수의 와카밖에 남아 있지 않기 때문에 가네요시 친왕의 와카 능력에 대해서는 부정적인 견해가 예전부터 존재하였는데 모리 시게아키는 그것은 단지 기록이 남지 못한 것일 뿐이고, 어머니 니조 후지코의 뛰어난 가재(歌才)로 보건대 실제로는 가네요시 친왕도 와카(和歌)에 재능이 있어 많은 노래를 지었을 것으로 추측하고 있다.
가네요시 친왕이 임종을 앞두고 읊었다는 와카가 다음과 같이 전한다.
- 雲井にものぼるべき身のさはなくて　雲雀の床に音をのみぞなく

## 묘소

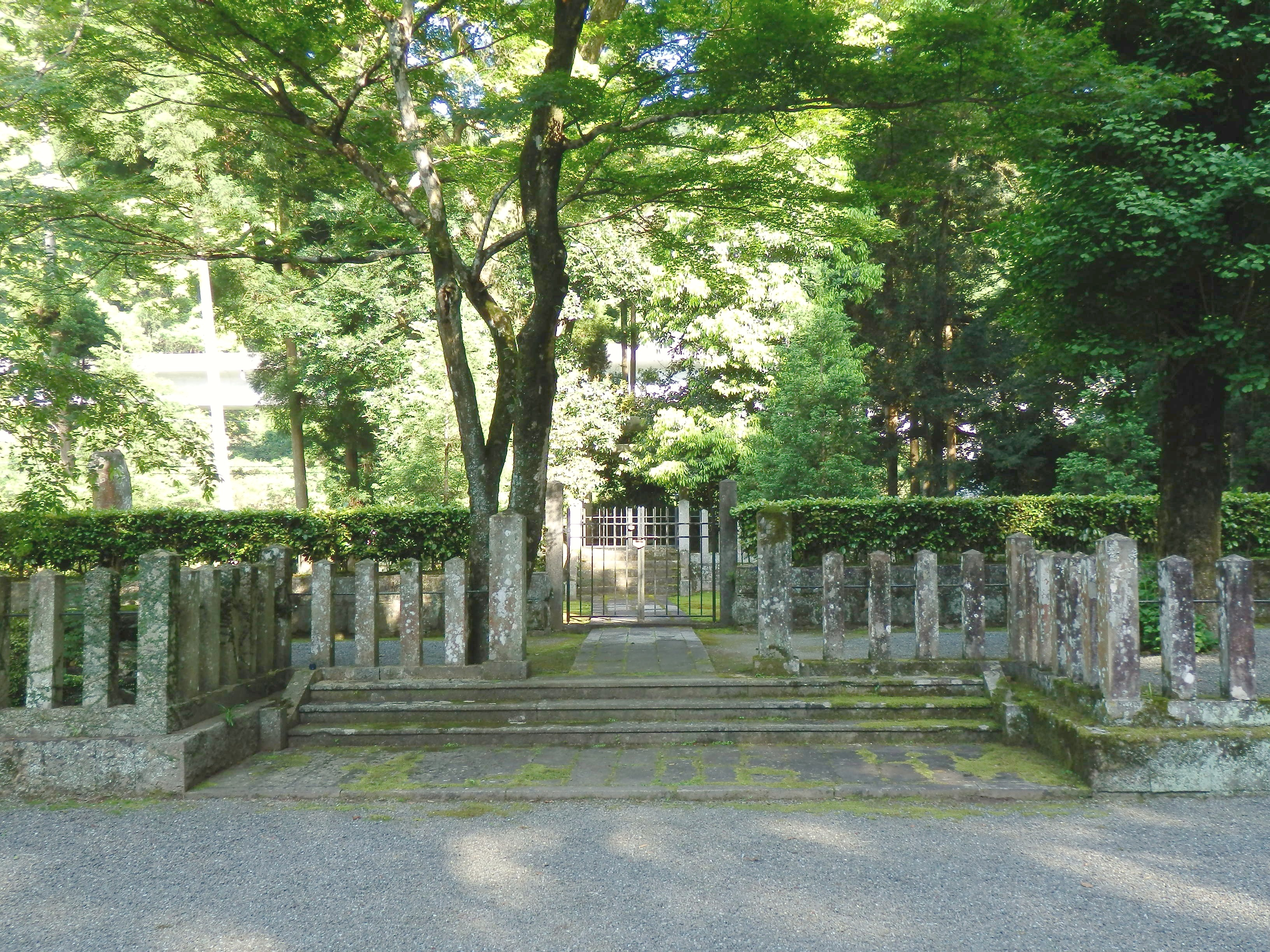
구마모토 현 야시로 시에 소재한 가네요시 친왕의 묘.

가네요시 친왕의 묘소로 전해지는 곳은 많이 전하고 있으나, 일본 궁내청(宮內廳)이 공식적으로 인정한 가네요시 친왕의 묘는 일본 구마모토 현(熊本県) 야시로 시(八代市)에 위치한 묘소이다. 메이지 시대에 야시로 시에 위치한 야시로 궁(八代宮)에 가네요시 친왕이 합사되었다. 1928년(쇼와 3년)에는 가고시마 현(鹿児島県) 다니야마 시(谷山市)에 가네요시 친왕을 제신(祭神)으로 하는 다니야마 신사(谷山神社)가 세워졌다.
- 가네요시 친왕 어묘(懷良親王御墓) - 행정구역상 주소는 일본 구마모토 현(熊本県) 야시로 시(八代市) 묘켄 정(妙見町)으로, 야시로 시 지정 문화재이다.
- 쇼군즈카(將軍塚), 운자쿠쵸(雲雀床) 사비야도(錆矢堂) 부근 - 행정구역상 주소는 일본 오이타 현(大分県) 나카쓰 시(中津市) 시모이케나가(下池永)이다.
- 다이엔지(大圓寺) - 행정구역상 주소는 일본 후쿠오카 현(福岡県) 야메 시(八女市) 호시노 촌(星野村)이다.

### 내용주
1. ↑  가네요시 친왕의 생년에 대해서는 확실하지 않은데, 쇼헤이(正平) 3년/조와(貞和) 4년(1348년) 6월 23일자 고조 요리모토 문서(五條賴元文書, 「阿蘇家文書」『南北朝遺文九州編三卷』2482)에서 가네요시가 「성인」(成人)이라고 되어 있어서, 모리 시게아키(森茂曉)는 당시의 「성인」이란 나이 20세 정도를 가리키는 것은 아닐까 라고 보았고, 이로부터 역산하여 겐토쿠 원년(1329년)으로 추측하였다(森 2019, pp. 119–122).
2. ↑  덴주 7년/고와 원년(1381년) 초두에 가네요시 친왕 자신의 어머니의 31주기를 맞아 묘켄지(妙見寺)라는 절에 보협인탑(寶篋印塔)을 봉납한 적이 있는데, 이때까지는 가네요시 친왕이 살아있었던 것은 틀림없다. 묘켄지의 절터는 일본 구마모토 현 야시로 시(八代市) 묘켄 정(妙見町)에 있었으며, 보협인탑은 오랫동안 땅속에 파묻혀 있었는데, 1916년(다이쇼 5년)에 다구치(田口)라는 사람이 샘물을 파다가 발견하였다고 한다(森 2019, pp. 306–309). 또한 고와 3년/에이토쿠(永德) 3년(1383년) 3월 27일(양력 4월 30일을 가네요시 친왕의 사망 시점으로 보는 설도 있는데, 모리 시게아키에 따르면 이는 에도 시대(江戶時代) 후기 구마모토번(熊本藩)의 의사였던 다나카 모토카쓰(田中元勝)가 「征西大將軍宮譜」（『肥後文獻叢書』六、隆文館、1910년 수록)에서 언급한 것으로, 모토카쓰가 「만수사과거장」(萬壽寺過去帳)이라는 내용물을 동호인으로부터 구전으로 들었다고 하는 것이 근거가 되고 있으며, 모토카쓰 자신이 그 자료를 직접 본 것도 아니다. 나아가 1940년에 오카 시게마사(岡茂政)가 「萬壽寺過去帳に就て―征西大將軍御薨去時日發見の唯一文書―」라는 논문에서 「만수사과거장」이라는 문서는 분고국(豊後國) 만수사(萬壽寺)에 처음부터 존재하지도 않았다고 지적하고 있어, 일본에서 가네요시 친왕 연구에 있어서 고전이 된 후지타 아키라(藤田明)의 저작 『정서장군궁』(征西將軍宮)에서도 가네요시 친왕의 훙거 기사를 게재하지 않았다(森 2019, pp. 270–272).
3. ↑  지금의 일본 구마모토현(熊本県) 기쿠치시(菊池市)의 기쿠치 성 유적.
4. ↑  지금의 일본 에히메현(愛媛県) 마쓰야마시(松山市) 구스나 제도(忽那諸島).